# Komersz polski
Komersz Polski – uroczysty, corocznie organizowany ogólnopolski zjazd korporantów z wszystkich polskich korporacji akademickich.
Nawiązuje do tradycji przedwojennych Komerszów Ogólnokorporacyjnych. Pierwszy, zorganizowany przez Welecję odbył się w Warszawie 9 maja 1923 r. Do 1928 r. komersze organizowano co roku, potem średnio raz na dwa lata w kolejnych ośrodkach akademickich.
Do reaktywacji ogólnopolskich zjazdów korporantów pod nową nazwą: „Komersz Polski” doszło w 2006 r. z inicjatywy Welecji. Inspiracją dla nowej formuły komerszu ogólnopolskiego był „Komersz Narodów Bałtyckich”, coroczny zjazd korporacji bałtyckich organizowany kolejno w Estonii, Łotwie, Niemczech i Polsce.
Począwszy od 2008 roku wraz z Komerszem Polskim organizowany jest Kongres Polskich Korporacji Akademickich – spotkanie delegatów korporacji akademickich umocowanych do udziału w dyskusji i prezentacji stanowiska własnej korporacji na tematy wspólne środowisku korporacyjnemu.
Kolejne Komersze Polskie:
- 2006 – Warszawa, organizator: Welecja
- 2007 – Sopot, Konwent Polonia
- 2008 – Toruń, Kujawja
- 2009 – Poznań, Hermesia
- 2010 – Wrocław, Magna Polonia Vratislaviensis
- 2011 – Warszawa, Respublica
- 2012 – Lwów, Cresovia Leopoliensis
- 2013 – Poznań, Chrobria
- 2015 – Warszawa, Sarmatia
- 2017 – Lublin, Astrea Lublinensis[1]
- 2018 – Kraków, Akropolia Cracoviensis[2]